# Franco De Falco
Franco De Falco (Pomigliano d'Arco, 2 aprile 1959) è un dirigente sportivo, allenatore di calcio ed ex calciatore italiano, di ruolo attaccante.
È l'"uomo simbolo" della Triestina degli anni '80.

## Carriera

### Giocatore
Cresciuto nella Nocerina, a 16 anni si trasferisce nelle giovanili del Cesena. Con i romagnoli esordisce in Serie A, il 22 maggio 1977 contro il Milan; a fine stagione il Cesena retrocede in Serie B, e De Falco disputa due campionati nella serie cadetta, totalizzando 45 presenze e 6 reti.
Nel novembre del 1979, dopo un'altra presenza con il Cesena, scende in Serie C1 a Forlì, con cui realizza 9 reti in 22 partite.
L'anno seguente torna in Serie A, con il Como, ma colleziona solo due presenze (contro l'Udinese e contro la Roma), e ad ottobre va al Catania, nei cadetti.

De Falco al Catania nel 1980-1981

Nel 1981 arriva alla Triestina, acquistato in comproprietà dal Cesena per 125 milioni di lire. Con la formazione giuliana Franco De Falco, soprannominato "Totò", giocherà dal 1981-1982 al 1986-1987, per ritornare poi nel 1988-1989.
Complessivamente ha disputato, con la maglia alabardata, otto campionati (tre in serie C1 e cinque in serie B), segnando 82 reti, e diventando il miglior realizzatore nella storia centenaria della squadra.
Nella stagione 1982-1983 trascina la Triestina alla vittoria del campionato di serie C1, realizzando 25 reti superando perfino Michel Platini, capocannoniere della serie A, che nella medesima stagione aveva realizzato 16 gol.
Nelle successive due stagioni De Falco si conferma anche tra i cadetti, realizzando prima 14 e poi 16 gol.
Lontano da Trieste De Falco fa fatica ad esprimersi. Dopo una stagione alla Salernitana, nel campionato di Serie C1 1987-1988 (22 presenze e tre gol), De Falco l'anno successivo ritorna alla Triestina, nel frattempo retrocessa, con la quale ottiene la seconda promozione in Serie B.
Durante gli otto anni di permanenza nella città giuliana Franco De Falco diventa "il principe del gol che ha fatto innamorare Trieste".
Lasciata definitivamente Trieste, De Falco scende in Serie C2 a Siena, dove vince il campionato con Attilio Perotti in panchina e Daniele Arrigoni capitano. 
Resta in Toscana l'anno successivo, dove contribuisce con 7 gol alla salvezza dei bianconeri.
Dal 1991 al 1993 ritorna in Serie B, con la Reggiana, come attaccante di riserva. Al termine della stagione 1992-1993 con la Reggiana conquista la promozione in serie A. Chiude la sua carriera come calciatore nella categoria dilettanti con il Castel San Pietro.

### Dirigente
Nel 1996, De Falco inizia la carriera di dirigente che lo vede attivo come operatore di mercato per il Castel San Pietro, Cesena, Frosinone e Bellaria.
Nella stagione 2005-2006 viene ingaggiato come direttore sportivo dal presidente Flaviano Tonellotto alla Triestina.
De Falco per un periodo ricopre anche l'incarico di allenatore della prima squadra, in coppia con Vittorio Russo dopo l'esonero di Pietro Vierchowod.
Dopo le vicende societarie che porteranno Tonellotto a dimettersi e a vendere la società, De Falco assume temporaneamente la carica di presidente, a seguito del commissariamento della Triestina.
Dopo l'acquisto della Triestina da parte di Fantinel, De Falco viene confermato nel ruolo di direttore sportivo.
Il 7 luglio 2010 De Falco lascia la società alabardata e diventa il nuovo direttore sportivo del Piacenza, incarico che mantiene fino al termine della stagione.
Nel novembre del 2011 De Falco diventa il nuovo direttore sportivo della Reggiana.
Dal 2014 De Falco è direttore generale e responsabile tecnico della ASD Savignanese la cui prima squadra milita, dal 2018, in serie D.

## Libri
Nel 2013 Franco De Falco pubblica il suo libro autobiografico dal titolo "Totò & Trieste. Un amore grande" (Luglio Editore - Trieste). Il volume racconta la sua esperienza sportiva e di vita che lo ha legato in modo indissolubile a Trieste e alla Triestina.
Così De Falco spiega il suo profondo attaccamento per la maglia alabardata e per la città di Trieste:
Del resto a Trieste non ci ho passato solo gli anni da calciatore, i migliori della mia vita, ma per l’Unione negli anni ho fatto scelte da vera bandiera, che sono andate spesso contro la mia carriera.»
(Franco De Falco)
A riprova del profondo legame esistente con i tifosi della Triestina, il 4 febbraio 2019 a Trieste, per Franco De Falco e il suo "gemello del goal" Tiziano Ascagni  vi è stata una emozionante"standing ovation" da parte di diverse centinaia di persone presenti al Salone degli Incanti durante la chiusura delle celebrazioni organizzate per il centenario della Unione Sportiva Triestina Calcio 1918.

## Onorificenze

### Sigillo Trecentesco

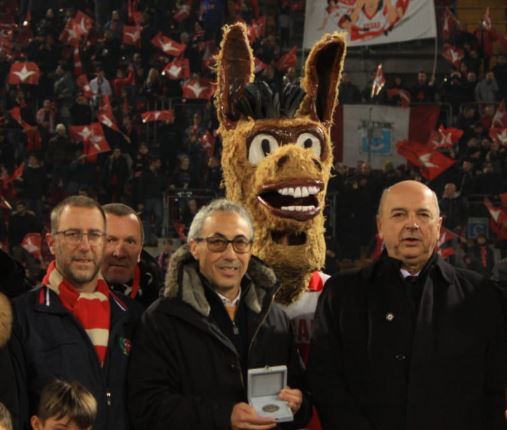
De Falco Franco con Roberto Dipiazza e Paolo Polidori, rispettivamente Sindaco e Vicesindaco del Comune di Trieste durante la cerimonia per il conferimento del Sigillo Trecentesco

L'8 dicembre 2019, in occasione della partita di calcio Triestina-Modena presso lo Stadio Nereo Rocco di Trieste, è stato conferito il Sigillo Trecentesco a Franco De Falco da parte del Comune della Cittàcon la seguente motivazione da parte del Vicesindaco del Comune:
De Falco spiega il forte legame che ha con la città di Trieste con le seguenti parole:
(Franco De Falco)

## Palmarès

### Giocatore
- Campionato italiano Serie C1: 1

Triestina: 1982-1983 (girone A)
- Campionato italiano Serie C2: 1

Siena: 1989-1990 (girone A)
- Campionato italiano di Serie B: 1

Reggiana: 1992-1993

## Calcioscommesse
In seguito allo scandalo del calcioscommesse, l'8 maggio 2012 viene deferito dalla Procura federale della FIGC.